# 크로커다일

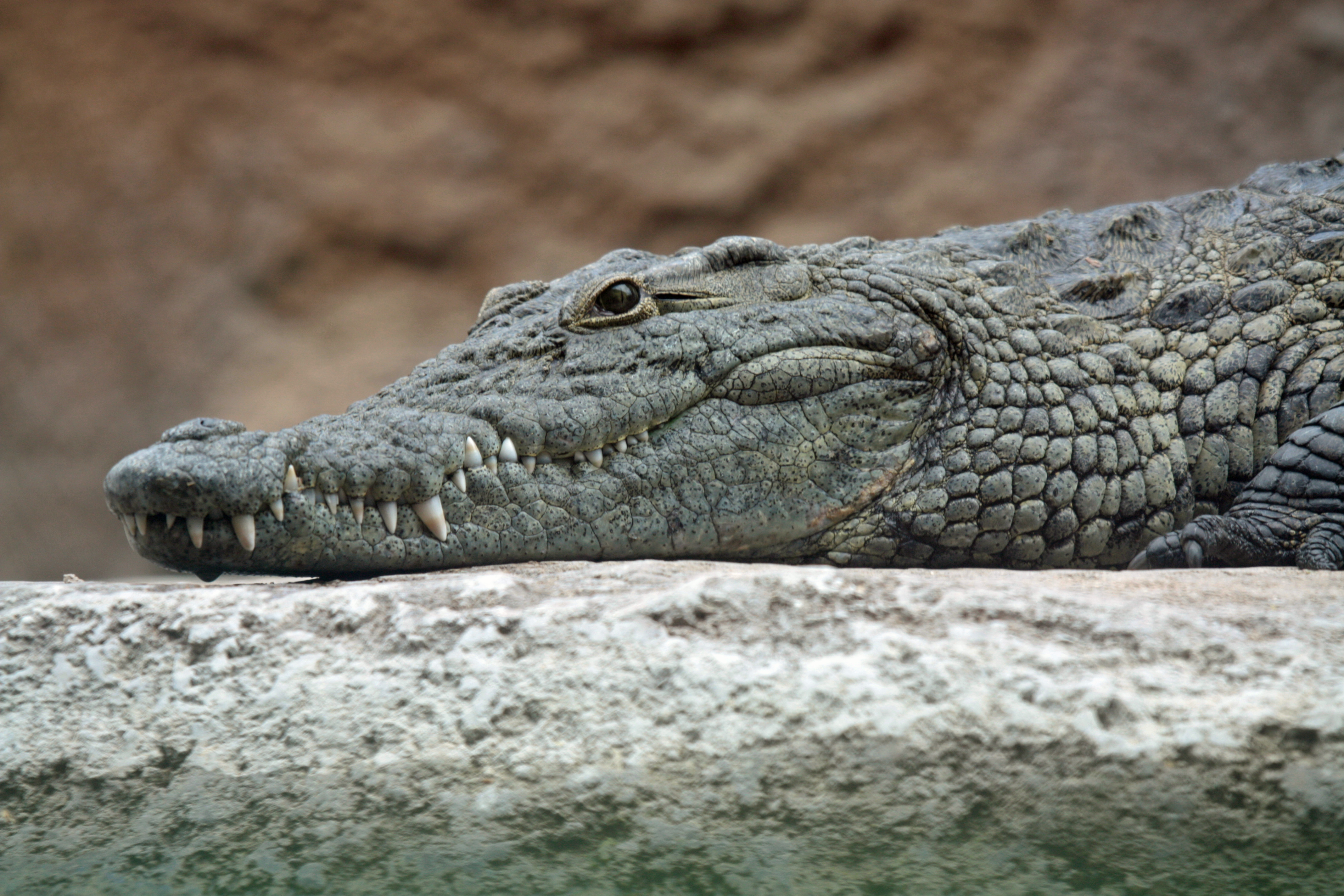
나일 크로커다일

크로커다일(Crocodile)은 크로커다일과 크로커다일아과 생물의 총칭이다. 크로커다일속이나 난쟁이악어 등이 있다.

## 종의 분포

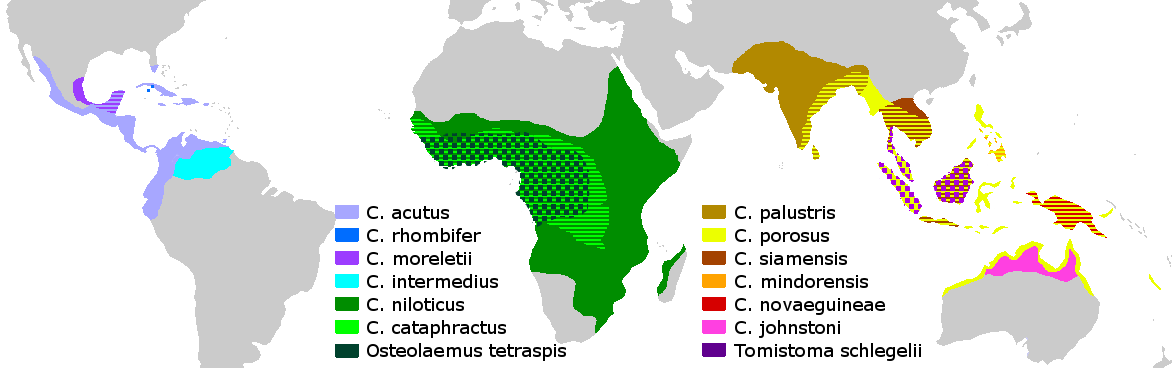
크로커다일의 분포

### 관련 종
- 아메리카악어
- 오리노코악어
- 오스트레일리아악어
- 필리핀악어
- 멕시코악어
- 나일악어
- 뉴기니악어
- 늪악어
- 바다악어
- 쿠바악어
- 시암악어
- 서아프리카악어
- 난쟁이악어
- 긴코악어

## 같이 보기
- 악어고기
- 사냥감
- 하수구 악어
- 세베크